# Dương Quốc Bình
Dương Quốc Bình (tiếng Trung: 杨国屏; sinh tháng 10 năm 1934) là một tướng lĩnh trong Lực lượng Cảnh sát Vũ trang Nhân dân Trung Quốc, giữ chức vụ tư lệnh lực lượng này từ năm 1996 đến năm 1999. Ông là Ủy viên Ban Chấp hành Trung ương Đảng Cộng sản Trung Quốc khóa 15.

## Tiểu sử
Dương Quốc Bình sinh ra tại Chung Tường, Hồ Bắc, vào tháng 10 năm 1934. Ông gia nhập Quân đội Giải phóng Nhân dân (PLA) vào tháng 3 năm 1950, và gia nhập Đảng Cộng sản Trung Quốc vào tháng 3 năm 1956.
Ông được thăng quân hàm thiếu tướng năm 1988, trung tướng năm 1993 và thượng tướng năm 1998.